# Elettra (Hofmannsthal)
Elettra (Elektra) è una tragedia in un atto unico di Hugo von Hofmannsthal, scritta tra il 1901 e il 1903, incentrata sulla figura di Elettra. Venne inscenata per la prima volta il 30 ottobre 1903 al Kleines Theater di Berlino per la regia di Max Reinhardt, che spinse l'autore a scriverla. Il personaggio di Elettra fu ispirato dalla lettura dell'Elettra di Sofocle e dedicato a Eleonora Duse, che però non recitò mai il ruolo pensato dall'autore.
La tragedia fu successivamente adattata come libretto per l'opera Elettra di Richard Strauss, rappresentata il 25 gennaio 1909.